# Шанхайский волонтёрский корпус
Шанхайский волонтёрский корпус (англ. Shanghai Volunteer Corps, SVC) — это международное воинское формирование, управляемое руководством Шанхайского международного сеттльмента.

## История
Шанхайский волонтёрский корпус был создан 12 апреля 1853 года во время Восстания тайпинов.
Это воинское формирование приняло участие в Битве на Грязной равнине (1854) совместно с войсками Британской империи и США, когда войска Империи Цин, осаждавшие удерживаемый повстанцами город отказались отвести силы от иностранных концессий. Обеспокоенные тем, что Цинские войска атакуют инсургентов, находящихся на территории сеттльмента, иностранные консулы и военные командиры санкционировали нападение на Имперские силы, чтобы выбить их за границы города. Операция была признана успешной, а бой был увековечен как важнейшее событие в истории этого воинского формирования.
В 1855 году Шанхайский волонтёрский корпус был расформирован и создан заново в 1861 году. В 1870 Шанхайский муниципальный совет взял на себя управление Корпусом.
В 1882 году произошёл первый ежегодный смотр войск.
В 1889 году Корпус построил гимнастический зал размером 20 на 40 ярдов в районе реки Сучжоу, а в 1900 - Клуб волонтёров.
В 1900 и 1914 годах произошла мобилизация в связи с началом Ихэтуаньского восстания и Первой мировой войны. 
В 1916 году происходил набор военнослужащих среди местного населения для их зачисления в Китайский трудовой корпус для службы в тылу Западного фронта. Сразу же после начала войны весь контингент немецких войск в составе единственной роты - «Отряда Принца Прусского» отправился на подмогу 7-му отряду 3-го морского батальона для обороны Циндао. В том же году, с объявлением Китайской республикой войны Германии, были распущены немецкое и австро-венгерское формирования.
В 1929 году итальянская рота была исключена из Корпуса.
В 1932 году в состав британской роты «А» вошёл еврейский взвод. В 1938 г. была сформирована отдельная еврейская рота.
В связи с осложнением обстановки в Китае и возникновением националистических настроений, председатель Шанхайского муниципального совета Стерлинг Фессенден в 1925 году вновь активировал Корпус.

Русский полк, 1932 г.

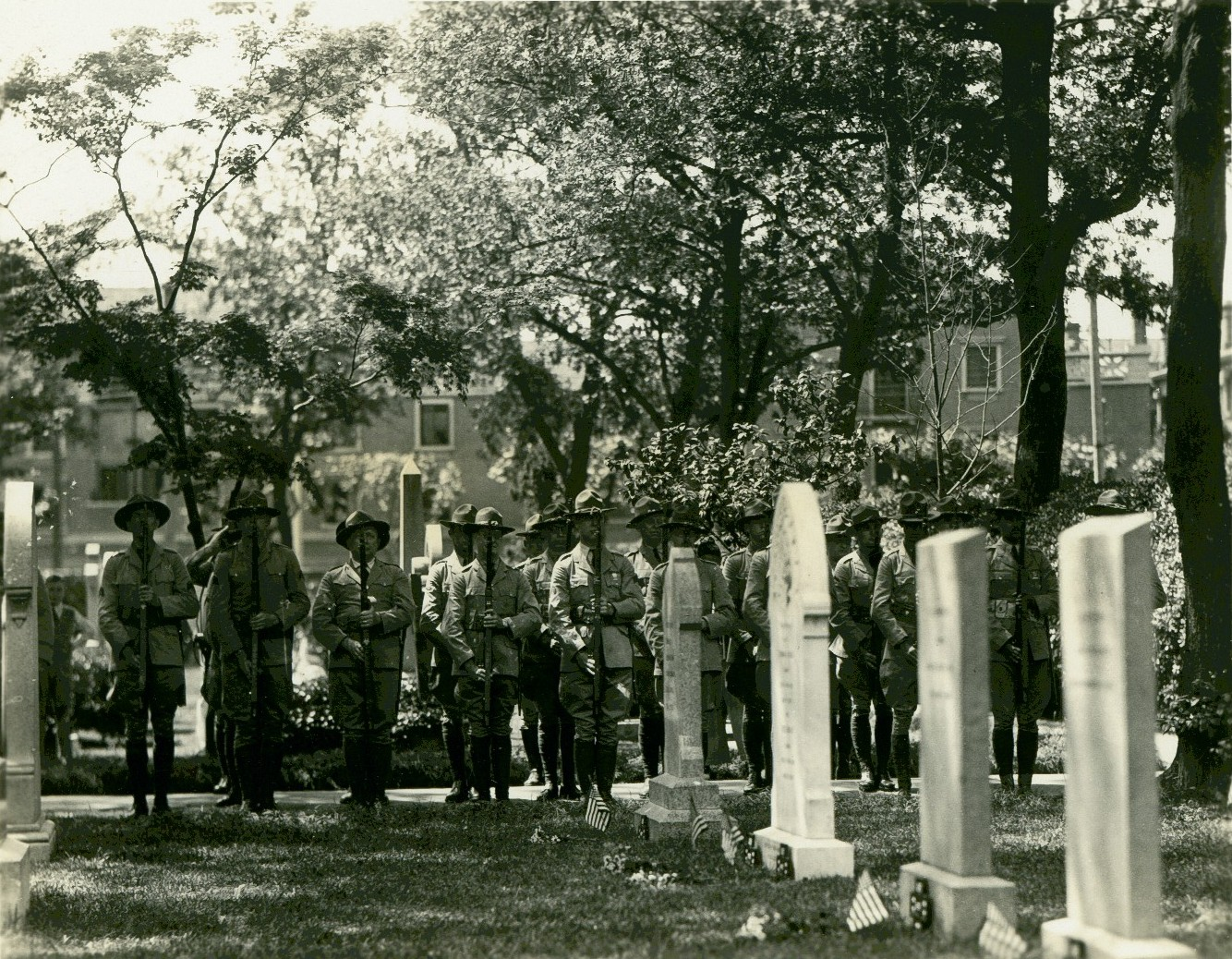
Американская рота, 1933 г.

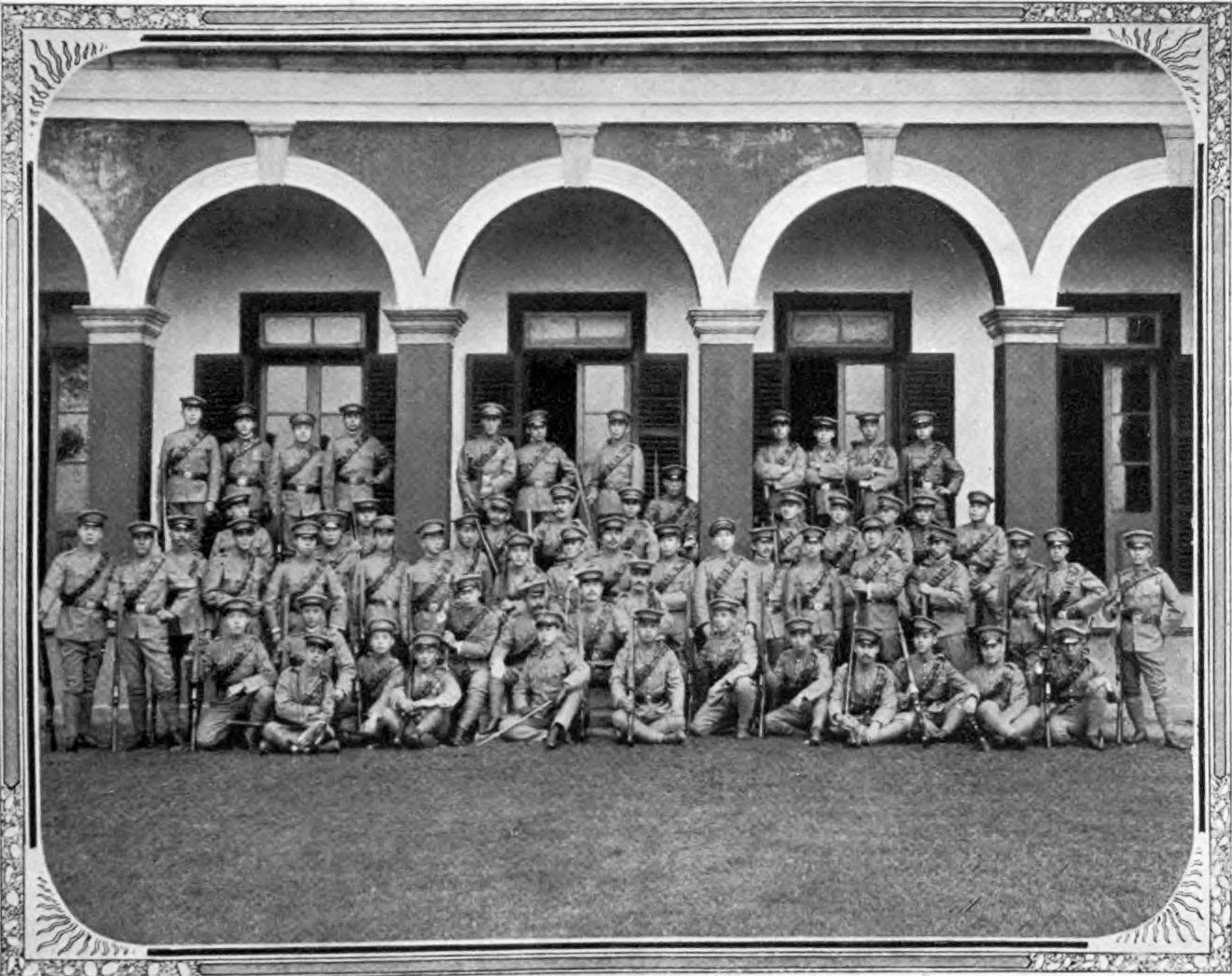
Японская рота, 1908 г.

После оккупации японскими войсками Шанхая в 1937 году, Международный сеттльмент стал формально нейтральной территорией. Японцы вступили на его территорию лишь после атаки на Пёрл-Харбор. Под давлением японских войск в начале 1942 года Шанхайский муниципальный совет распустил Корпус. Годом ранее, 16 января 1941 года русский полк, который был единственным формированием, получавшим жалование, стал группой Шанхайской муниципальной полиции.

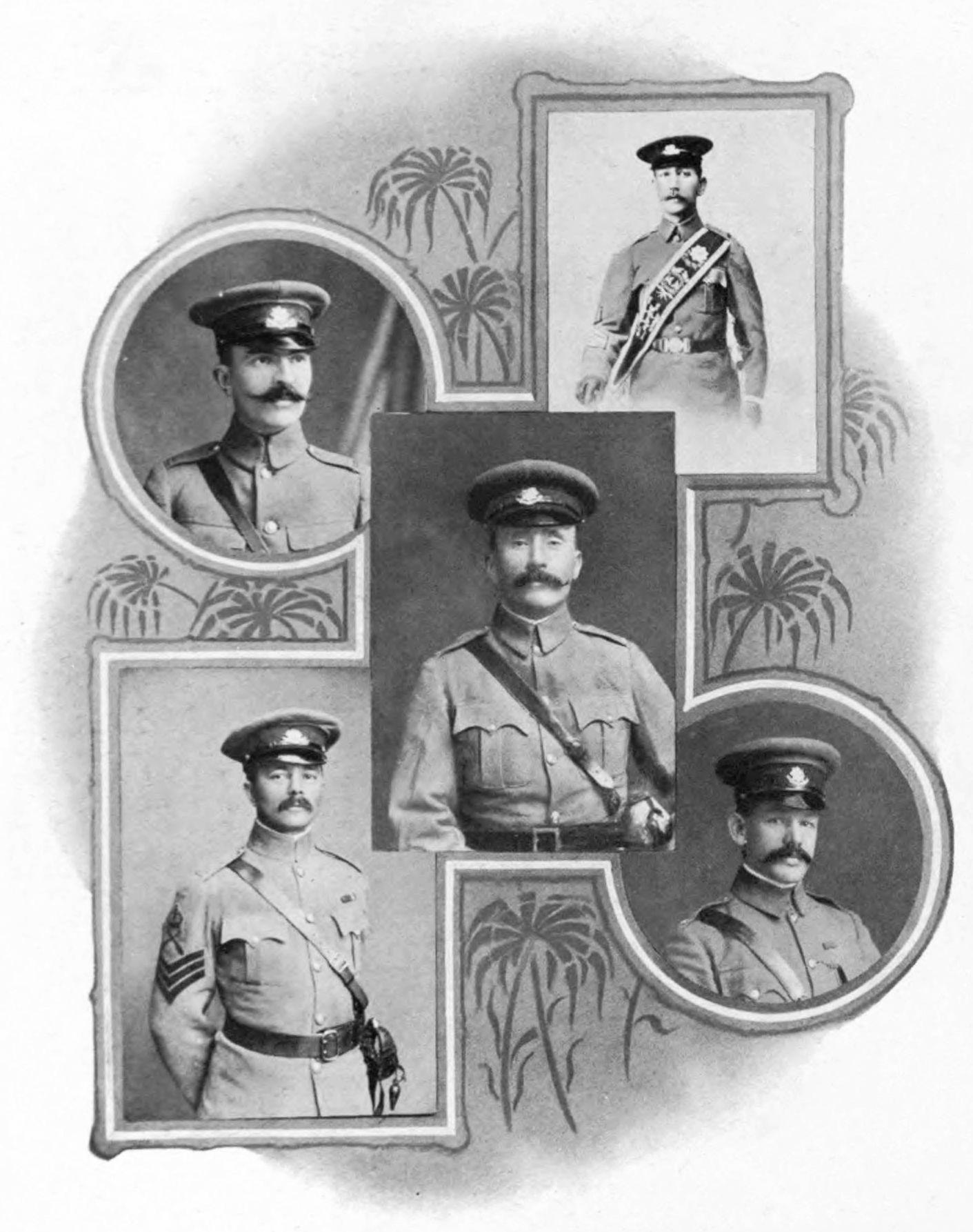
Британские офицеры, 1908 г.

## Состав
В разное времена Шанхайский волонтёрский корпус имел разный состав. Своего апогея он достиг в начале 1930-х, в это время в него входили следующие подразделения:
- Рота «А» (британцы)
- Рота «B» (евроазиаты)
- Рота «C» (китайцы)
- Рота «H» (евреи)[10]
- Батарея полевой артиллерии (1865)
- Рота пожарной охраны (1866)
- Лёгкая кавалерия (1870)
- Военный оркестр (1874)
- Германская рота (1891)
- Американская рота (1900)
- Португальская рота (1906)
- Японская рота (1907)
- Австро-Венгерская рота (1912)
- Шанхайские шотландцы (1914)
- Итальянская рота (1914)
- Батарея лёгкой артиллерии (1924)
- Русский полк (1927)
- Филиппинская рота (1932)
- Американская пулемётная рота (1932)
- Транспортная рота (1932)
- Рота связи (1932)
- Рота переводчиков (1932)
- Рота противовоздушной обороны
- Сапёрно-инженерная рота
- Мотострелковая рота
- Кадетский корпус

## Командиры
Следующие офицеры служили в качестве комендантов Шанхайского добровольческого корпуса:
- Лейтенант Томас Фрэнсис Уэйд (1854)
- Роберт Кроуфорд Антробус (1864-1865)
- Сэр Гарри Смит Паркс (1865)
- Сэр Эдмунд Гримани Хорнби (1865-1867)
- Капитан Т. Брюэр (1870-1874)
- Майор Джеймс Харт (1874-1879)
- Майор Джеймс Холидей (1879-1881)
- Майор Сесил Холидей (1881-1886)
- Майор Джордж Моррисон (1886-1891)
- Майор Сесил Холидей (1891-1892)
- Майор Джордж Моррисон (1894-1896)
- Капитан Дональд Маккензи (1900-1903)
- Подполковник Вильям Уотсон (1903-1908)
- Подполковник А. Барнс (1908-1913)
- Подполковник Роберт Брей (1914-1915)
- Офицер Ордена Британской империи. подполковник Т. Труман (1915-1920)
- Офицер Ордена Святых Михаила и Георгия, полковник Роберт Марр Джонсон (1920-1922)
- Майор Х. Пилчер (1923)
- Офицер Ордена Святых Михаила и Георгия, полковник Вильям Гордон (1923-1928)
- Офицер Ордена Святых Михаила и Георгия, полковник Х. Орпен-Палмер (1928-1931)
- Офицер Ордена Британской империи, полковник Н. Томс (1931-1934)
- Полковник Френсис Роберт Грэхем (1934-1937)
- Полковник Джеймс Хорнби (1937-1940)
- Подполковник Джордж Манн (1940-1941)

## Память
- 2 апреля 1954 года в Гонконге прошёл «Столетний ужин».[5]